# Kazjaryna Bachwalawa

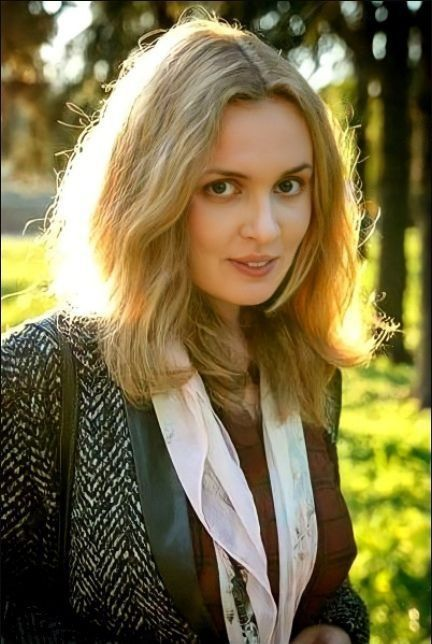
Kazjaryna Bachwalawa (2020)

Kazjaryna Andrejewa (belarussisch Кацярына Андрэева, russisch Катерина Андреева Katerina Andrejewa; Realname: Kazjaryna Andrejeuna Bachwalawa, belarussisch Кацярына Андрэеўна Бахвалава; * 2. November 1993 in Minsk, Belarus) ist eine belarussische Journalistin und politische Gefangene. Sie arbeitete für den Fernsehsender Belsat TV. Sie zeigte das Ereignis an dem Ort, an dem Raman Bandarenka 2020 zu Tode geprügelt wurde. Dort wurde sie am 15. November 2020 in Minsk festgenommen.

## Frühes Leben und Karriere
Sie wurde in Minsk in eine Familie von Journalisten geboren. Sie studierte ungefähr zweieinhalb Jahre an der Minsker Staatlichen Linguistischen Universität und zog dann nach Spanien. Dort unterrichtete sie zwei Jahre lang Englisch. Dann kehrte sie nach Belarus zurück und arbeitete als Journalistin für die Zeitung Nascha Niwa. 2017 nahm sie eine Stelle beim Fernsehsender Belsat TV an.
Kazjaryna Andrejewa zusammen mit Ihar Iljasch schrieb 2020 das Buch Belarussischer Donbas. Das Buch ließ die Menschen wissen, wie die belarussische Seite am Krieg in der Ukraine seit 2014 für die Separatisten teilnimmt. Die belarussische Regierung hielt das Buch für extremistisch. 2021 wurde das Buch durch Gerichtsentscheidung in Belarus illegal.
Kazjaryna wurde erstmals 2017 in Orscha festgenommen. Am 12. September 2020 wurde sie von der OMON wegen einer Live-Übertragung eines Frauenprotestes in Minsk festgenommen und drei Tage lang eingesperrt.

### Strafverfahren
Zusammen mit der Journalistin Darja Tschulzowa wurde sie eine Person in einem Strafverfahren wegen der Organisation von Aktionen, die gegen die öffentliche Ordnung verstoßen. Beide leiteten eine Livesendung des Ereignisses eines grausamen Angriffs der Polizei an dem Ort, an dem Raman Bandarenka zu Tode geschlagen wurde und die Menschen standen, um den Toten zu unterstützen. Dies fand am 15. November 2020 auf dem „Hof des Wandels“ in Minsk statt.
Sie wurde nach der Verhaftung vor Ort nicht frei. Andrejewa wurde in ein Gefängnis in Schodsina gebracht, wo sie bis zum Gerichtsverfahren festgehalten wurde. Durch eine gemeinsame Erklärung von zehn Organisationen (Wjasna, der Belarussische Journalistenverband, das Belarussische Helsinki-Komitee u. a.) wurde sie am 24. November 2020 als politische Gefangene anerkannt.
Bei einer Gerichtsverhandlung am Gericht des Bezirks Frunsenskij in Minsk unter der Leitung der Richterin Natallja Buguk am 18. Februar 2021 wurden Andrejewa und Tschulzowa zu zwei Jahren Gefängnis verurteilt, weil sie die Proteste in Belarus ab 2020 forcierten. Die Staatsanwältin war Alina Kassjantschyk, der Ermittlungsbeamter war Ihar Kurylowitsch.
Eine Berufung gegen das Urteil lehnte das Stadtgericht Minsk am 23. April 2021 ab.
Im Februar 2022 wurde Bachwalawa wegen nicht näher definierten „Verrats“ angeklagt; am 13. Juli verurteilte das Bezirksgericht Gomel sie in einem nicht-öffentlichen Verfahren zu acht Jahren Haft.

## Reaktion

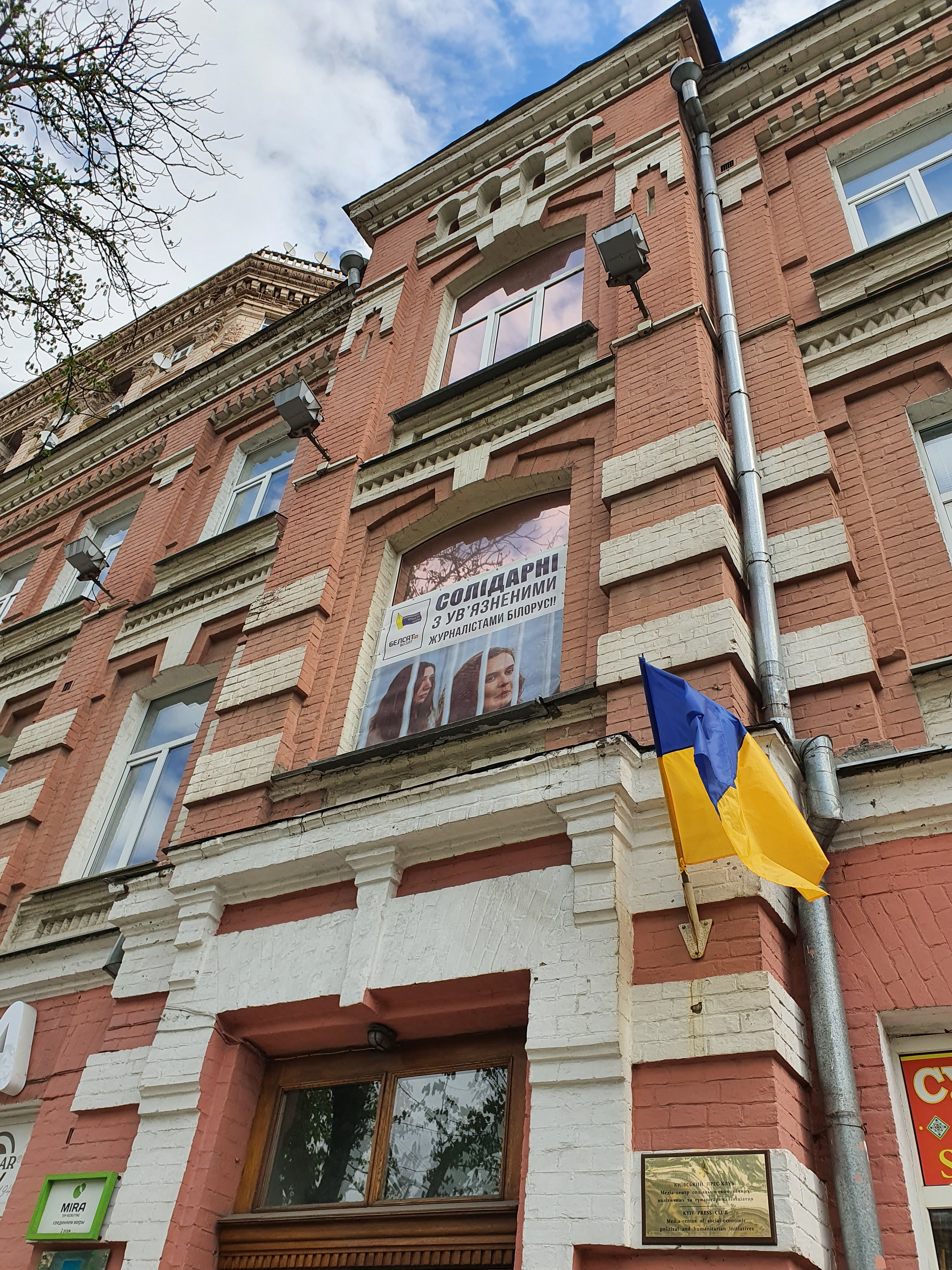
Kiew, 5. Mai 2021. Solidarität mit inhaftierten Journalisten des Belsat-Fernsehsenders Darja Tschulzowa (links) und Kazjaryna Andrejewa (rechts)

Am 8. Februar 2021 gab die US-Botschaft in Belarus eine Erklärung ab. Es wurde darum gebeten, Tschulzowa und Andrejewa freizulassen.
Am 4. Februar 2021 übernahm Delara Burkhardt, Mitglied des Europäischen Parlaments, die Patenschaft für die politische Gefangene.
Nach der Verurteilung rief der polnische Präsident Andrzej Duda am 18. Februar 2021 zu der Amnestie für Tschulzowa und Andrejewa auf.
Am 21. Juni 2021 beschloss der Rat der Europäischen Union, die Verantwortlichen wegen der Bestrafung der Journalistinnen in die Liste der Personen und Organisationen, die im Zusammenhang mit Menschenrechtsverletzungen in Belarus sanktioniert werden, aufzunehmen. Richterin Natallja Buguk wurde wegen häufiger Entscheidungen gegen Journalisten und Demonstranten, die politisch motiviert waren, insbesondere wegen des Schuldspruchs gegen Kazjaryna Bachwalawa (Andrejewa) und Darja Tschulzowa, sanktionieren. Assistentin der Anklägers des Gerichtes des Bezirks Frunsenskij in Minsk Alina Kassjantschyk wurde auch in die Liste zur Anklage der Journalistinnen aufgenommen. Sie wurde wegen der Anklage gegen beide Journalistinnen verantwortlich gemacht, weil sie ohne Angabe von Gründen wegen „einer Videoaufnahme der friedlichen Proteste die als 'Verschwörung' und 'Verletzung der öffentlichen Ordnung' bezeichnet wurden“. Hauptermittlungsbeamter des Gerichtes des Bezirks Frunsenskij in Minsk Ihar Kurylowitsch wurde auch in die Liste aufgrund der Vorbereitung des Strafverfahrens gegen die Journalistinnen, die friedliche Proteste filmisch dokumentieren, aufgenommen, weil das Strafverfahren von ihm im Zusammenhang mit der Politik vorbereitet worden war.

## Auszeichnungen
- Am 10. Dezember 2020 wurde sie als Journalistin des Jahres (2020) anerkannt.[20][21][22]
- Am 10. März 2021 erhielt sie (zusammen mit Darja Tschulzowa) von der polnischen Journalistenorganisation „Presseclub Polska“ den nach Dariusz Fikus benannten Preis.[23]
- Am 9. April 2021 wurde Andrejewa zusammen mit Darja Tschulzowa und Kazjaryna Baryssewitsch mit dem nach Ales Lipaj (der Gründer von BelaPAN) benannten Preis „Die Ehre des Journalismus“ ausgezeichnet.[24]
- Am 7. Juni 2021 wurde Andrejewa zusammen mit Darja Tschulzowa mit dem Axel-Springer-Preis für junge Journalisten ausgezeichnet.[25]
- Am 10. Juni 2021 wurde Andrejewa zusammen mit Darja Tschulzowa Preisträgerin des Courage in Journalism Awards.[26]
- Am 29. Juli 2021 wurde Andrejewa zusammen mit Darja Tschulzowa zur Preisträgerin des Preises für die Freiheit und Zukunft der Medien gewählt.[27][28]
- Am 12. August 2021 wurde Andrejewa zusammen mit Darja Tschulzowa, Kazjaryna Baryssewitsch u. a. Preisträger den Gerd Bucerius-Förderpreis Freie Presse Osteuropas (2021).[29]
- Am 15. Oktober 2021 wurde Andrejewa zusammen mit Darja Tschulzowa mit dem Prix Europa in der Kategorie „Europäischer Journalist 2021“ ausgezeichnet.[30][31]

## Bewertungen
„[Sie sind] stark im Geist, von ihrer Richtigkeit ganz überzeugt, unterstützt von Freunden, Kollegen und völlig Fremden – solche Katja und Dascha werden in Lehrbüchern eingehen“, schrieb Akssana Kolb, Chefredakteurin von Nowy Tschas, am Vorabend von der Verurteilung von Kazjaryna Andrejewa und Darja Tschulzowa.

## Persönliches Leben
Sie heiratete 2016 den Journalisten Ihar Iljasch.

## Bücher
- 2020: „Weißrussischer Donbas“ (mit Ihar Iljasch)

## Filme
Angelehnt an ihre Lebensgeschichte wurde 2024 der Film Under the Grey Sky gedreht.